# Ђардинето Векио (Фођа)
Ђардинето Векио (итал. Giardinetto Vecchio) је насеље у Италији у округу Фођа, региону Апулија.
Према процени из 2011. у насељу је живело 18 становника. Насеље се налази на надморској висини од 213 м.